# Massa San Giorgio
Massa San Giorgio è un villaggio collinare della VI Circoscrizione del comune di Messina. Con i suoi circa 500 abitanti, è la più popolata delle "quattro Masse" (con Massa San Nicola, Massa Santa Lucia e Massa San Giovanni). Sorge sulle ultime propaggini dei Monti Peloritani, digradanti verso il mare, a 15 km a Nord del centro di Messina, ed a 200-250 metri circa s.l.m.

## Origini del nome
Il suo nome deriva da "masseria", che era un vasto podere con fabbricati e servizi, al quale fu aggiunto San Giorgio per distinguerla dalle altre tre "Masse".

## Storia
L'origine del villaggio risale all'XI secolo, allorché venne edificato un monastero basiliano, che sviluppò l'attività agricola della zona. Dopo la rivolta antispagnola del 1674-1678, il territorio delle "quattro Masse" venne confiscato e fu acquistato dal duca di Furnari, per poi tornare, nel 1727, nuovamente di proprietà del clero messinese. Ma nel 1866, come tutti i beni di proprietà ecclesiastica vennero confiscate e vendute a privati cittadini: fu la cosiddetta eversione dell'asse ecclesiastico. Il terremoto del 1908 distrusse la chiesa di san Giorgio che era stata costruita nel XVI secolo.

## Monumenti e luoghi d'interese
Chiesa parrocchiale di San Giorgio:
Chiesa di Sant'Antonio Abate:
Resti della Chiesa delle Anime del Purgatorio:
Resti del Monastero basiliano di Santa Maria di Massa o Santa Maria de Austro:
Iscrizione commemorativa dei Caduti:
Casa Zanghì:
Cancello della famiglia Peratoner:
Fontana settecentesca:

## Infrastrutture e trasporti
Massa San Giorgio è collegata alla litoranea Nord Consolare Pompea, dalla Strada Provinciale n°45 "delle Quattro Masse", che partendo dal bivio Principe, attraversa gli abitati di Faro Superiore, Curcuraci, Massa San Giovanni, Massa Santa Lucia e Massa San Nicola, giungendo in paese dopo un tortuoso percorso di 14 km. Qui si incrocia con la strada provinciale n°50 che in direzione Sud, attraversando Castanea delle Furie, porta verso il centro cittadino, mentre in direzione Nord termina al bivio con la Strada statale 113 Settentrionale Sicula, nell'abitato di Spartà.
Il villaggio è collegato al centro cittadino da due linee ATM: la n° 29, che compie un percorso circolare percorrendo la SP n° 50 da Castanea delle Furie verso le quattro Masse, per poi imboccare la SP n°45 per Curcuraci, Faro Superiore e giunta alla Litoranea Nord ritorna verso il centro cittadino. La linea n° 30 compie il percorso inverso dalla Litoranea Nord verso Castanea delle Furie.